# Jeunesse et montagne
 (novembre 2018).
Jeunesse et montagne (JM) est une organisation créée en août 1940, après la défaite, par l'Armée de l'air française, afin de donner une formation à la jeunesse (notamment aux jeunes qui auraient voulu devenir aviateurs) alors que les Forces armées françaises étaient quasiment dissoutes par les autorités allemandes.
Jeunesse et montagne est donc une organisation sœur des Chantiers de la jeunesse française. Elle est aussi l'ancêtre de l'actuelle UCPA, centre de loisirs pour la jeunesse.

## Fondation
Les fondateurs du mouvement sont :
- le commandant Raymond Coche[1], chasseur alpin du 6e BCA, de retour de Norvège ;
- le capitaine Jacques Faure, chasseur alpin, ancien chef de l'équipe militaire française de ski aux Jeux olympiques de Munich de 1936 ; il rentrait, lui aussi, de Norvège, étant passé par l'Angleterre où il avait rencontré le général de Gaulle ;
- le commandant André Roussy de Sales[2], pilote de chasse, membre du cabinet du général d'Harcourt, commissaire de l'Armée de l'air, est détaché auprès du capitaine Faure pour assurer la liaison entre JM et l'état-major de l'Armée de l'air ;
- le lieutenant Gaston Rouillon[3], chasseur alpin.

## Les pionniers
L'objectif est clairement de conserver une activité aux cadres et aux engagés volontaires de l'Armée de l'Air : on devait donc faire monter en montagne aux aviateurs une vie calquée sur celle des sections d'éclaireurs skieurs.
La mission en fut alors confiée au capitaine Jacques Faure. Celui-ci fit appel début septembre 1940 à trois jeunes sous-lieutenants d'aviation récemment démobilisés qui erraient dans le ministère à la recherche d'une activité conforme à leurs vœux :
- Alfred Testot-Ferry, qui se vit affecter la région du Beaufortain à l'est d'Albertville ;
- Gustave Isnard, du Dauphiné à l'Alpe d'Huez ;
- Henri Combier, la Tarentaise au lieu-dit Courchevel.

## Organisation administrative
De 1940 à 1942, Jeunesse et montagne se structure en cinq groupements :
- trois dans les Alpes :
  1. Haute-Savoie, siège à Saint-Pierre-de-Rumilly,
  2. Savoie, siège à Challes-les-Eaux,
  3. Dauphiné, siège à Saint-Bonnet-en-Champsaur, puis à Gap ;
- deux dans les Pyrénées :
  1. Vignemale, siège à Argelès-Gazost,
  2. Comminges, siège à Luchon.

Ces deux groupements pyrénéens sont dissous en mars 1943 sur ordre des autorités allemandes qui les soupçonnaient — à juste titre — de favoriser des passages clandestins de la frontière espagnole et leurs effectifs répartis sur les groupements alpins.
À chaque groupement sont rattachés deux ou trois centres. Chaque centre comprend plusieurs groupes, subdivisés en deux équipes. À la tête de l'équipe est placé un chef d'équipe avec un moniteur ou instructeur alpin. L'équipe compte vingt-quatre hommes ; elle est divisée en deux patrouilles, dirigées chacune par un chef de patrouille.

## Activité
Au total, plus de 12 000 jeunes passent par Jeunesse et montagne de 1940 à 1944.
Leurs activités étaient :
- utilitaires (coupe de bois, construction et réhabilitation de chalets, construction de refuges en altitude et de sentiers, aide aux travaux agricoles) ;
- sportives (escalade, ski) ;
- artistiques (groupe « jeux et arts » d'où sont issus les Compagnons de la chanson) ;
- industrielles (à partir de 1943, certaines équipes ont travaillé dans les ateliers industriels de l'Air).

## Entre Vichy et Résistance
En mars 1943, Pierre Laval place JM sous la direction du commissaire général des Chantiers de la jeunesse française.
En janvier 1944, les Allemands exigent la dissolution totale de JM, ce qui ne sera fait qu'avec une si grande lenteur que les unités ont le temps de se préparer à rejoindre les maquis. Le 1er juin 1944, la BBC diffuse le message : « Coup d'envoi à 15 heures », signal du passage à la résistance intérieure française de JM.
Le 3 juin, l'École des cadres bascule dans la Résistance et va devenir la colonne rapide no 6 des FFI d'Auvergne.
D'autres groupes résistants sont en grande partie constitués de membres de JM :
- la « compagnie Stéphane » du capitaine Étienne Poitau, comptait 136 combattants ;
- dans le Champsaur, le maquis Constant ;
- le maquis d'Oisans, créé par les chefs de centre Ripert et Carrel.

## Membres connus de Jeunesse et montagne
- Gaston Rouillon, futur directeur adjoint et responsable scientifique des Expéditions polaires françaises (1949-1980)[3].
- Louis Lachenal, alpiniste, vainqueur de l'Annapurna en 1950.
- Lionel Terray, alpiniste, membre de l'expédition à l'Annapurna en 1950.
- Gaston Rébuffat, alpiniste et écrivain montagnard, également membre de l'expédition à l'Annapurna en 1950.
- Raymond Coche, général, qui avait été explorateur dans le Hoggar en 1935, avec Roger Frison-Roche et Pierre Ichac.
- Robert Thollon (1914-1948), pilote de chasse[4].
- Henri Archaimbault, général[5].
- Bernard d'Harcourt, général[6].
- Jacques Faure, général.
- René Mejean, général.
- André Roussy de Sales, général[2].
- Laurent Cretton, guide de haute montagne (de la Compagnie des guides de Chamonix).
- Marcel Loubens, spéléologue.
- Alfred Testot-Ferry, pilote d'essai.
- José Giovanni, écrivain, cinéaste.
- Julien Schroeder (Jean), chef d'entreprise.
- Jean Guyot, inspecteur des finances, banquier.
- Robert Guillard, chef d'expédition polaire française.
- Jack Lesage, cinéaste, journaliste et écrivain.
- Philippe Gaussot, journaliste et écrivain, ancien secrétaire de rédaction du bulletin Trait d’union de la jeunesse aérienne au centre Jeunesse et montagne de Montroc.
- Pierre Montaz, ingénieur et industriel des remontées mécaniques par câble pour les stations de ski, auteur du livre Onze Américains Tombés du Ciel (1994).
- Henri Desjoyeaux, résistant et cofondateur des Glénans avec Philippe Viannay, fondateur des Chantiers de Kerleven à Port-la-Forêt, père d'Hubert et Michel Desjoyeaux.

## Insignes

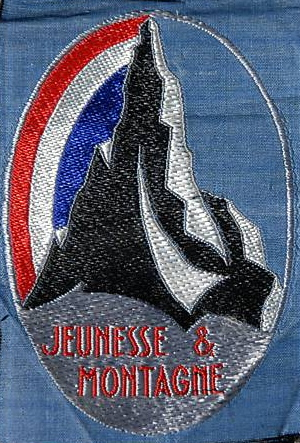
Insigne général
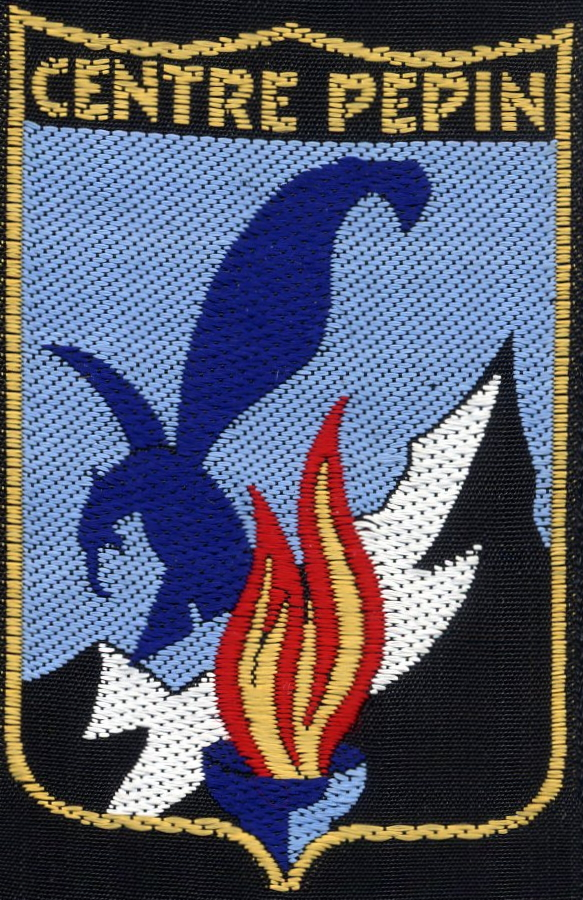
Commissariat général : centre Pépin
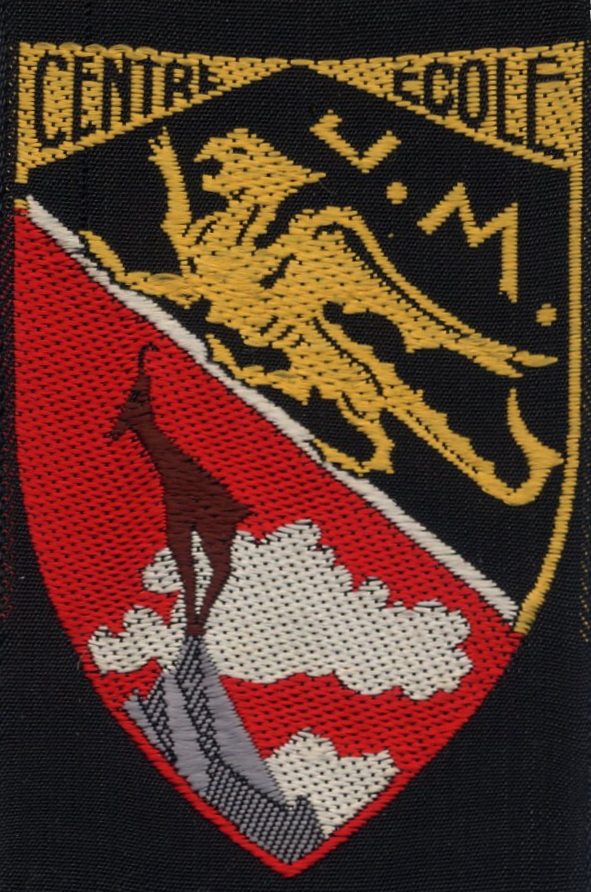
Centre École

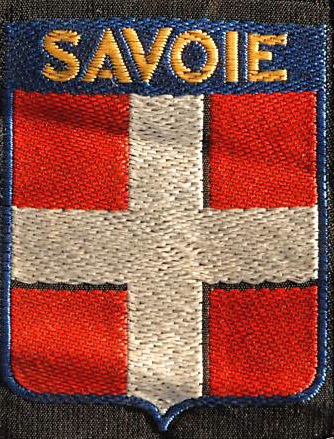
Groupement Savoie - Centre de Gail
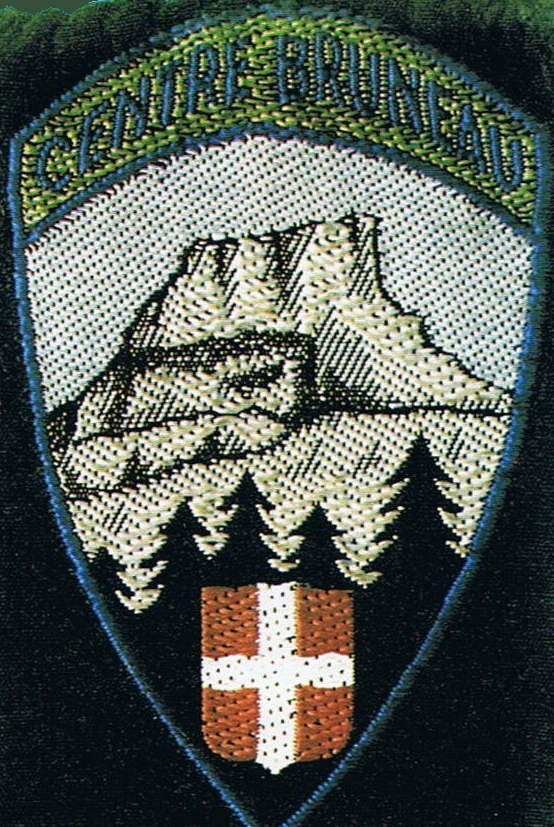
Centre Bruneau
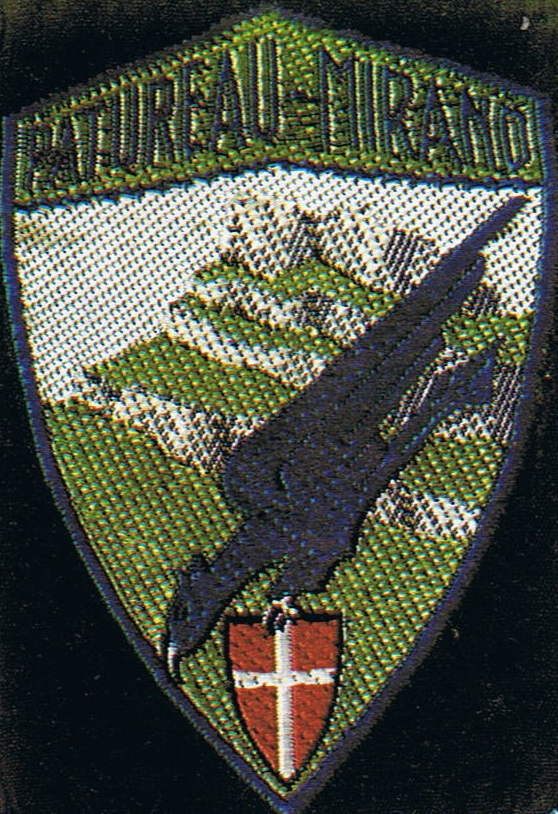
Centre Paturaud - Mirand

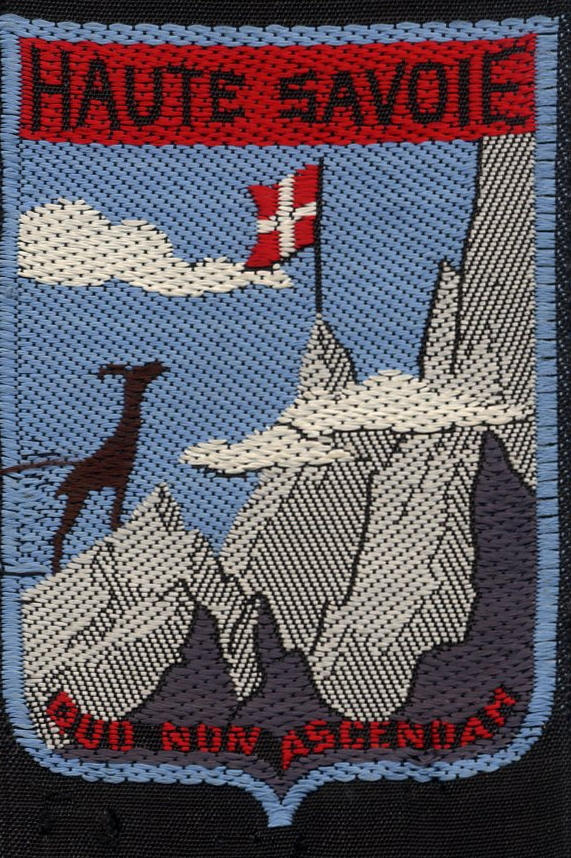
Groupement  Haute-Savoie - Centre Petit de Mirbeck
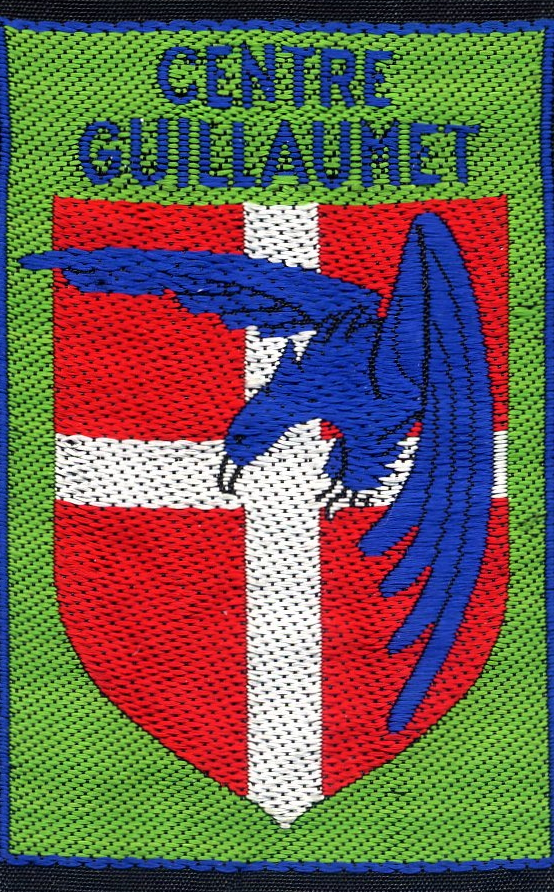
Centre Guilaumet
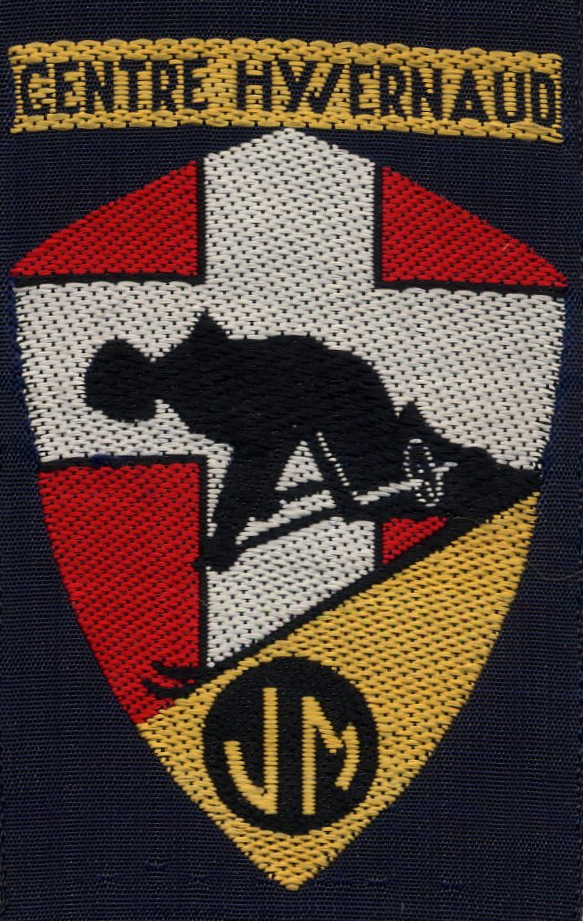
Centre Yvernaud

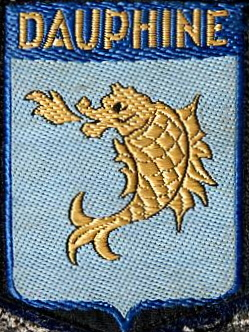
Groupement Dauphiné
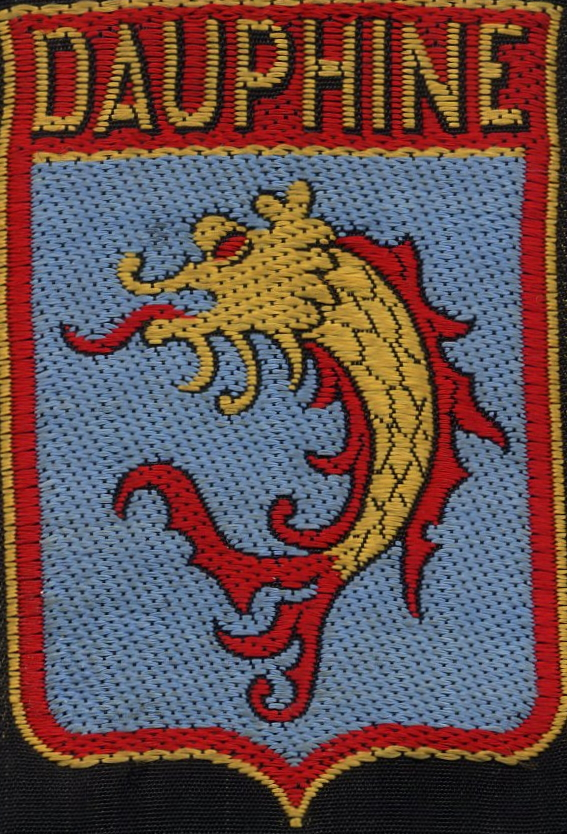
Groupement Dauphiné
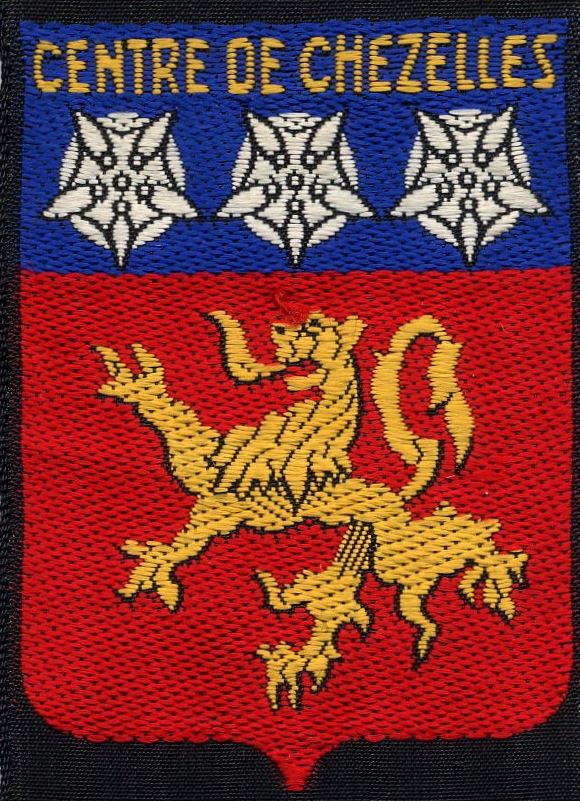
Centre de Chezelles
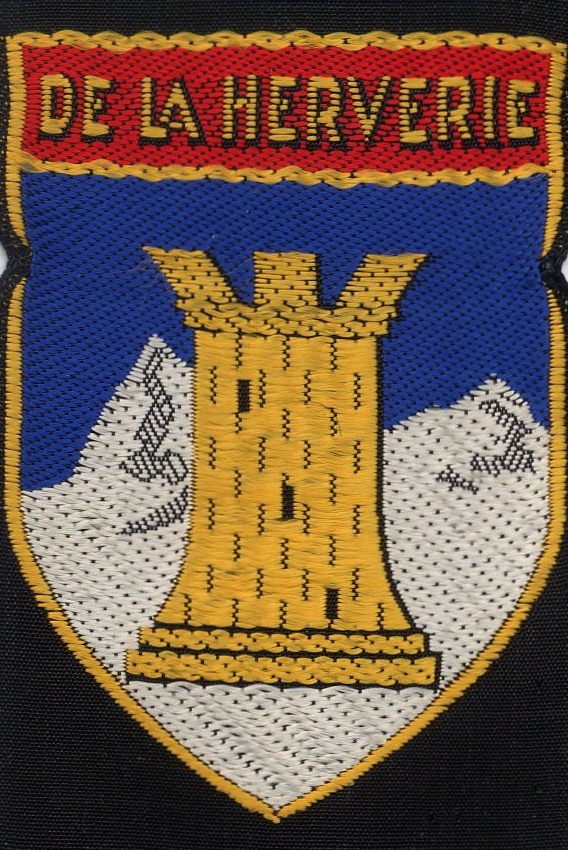
Centre de la Herverie
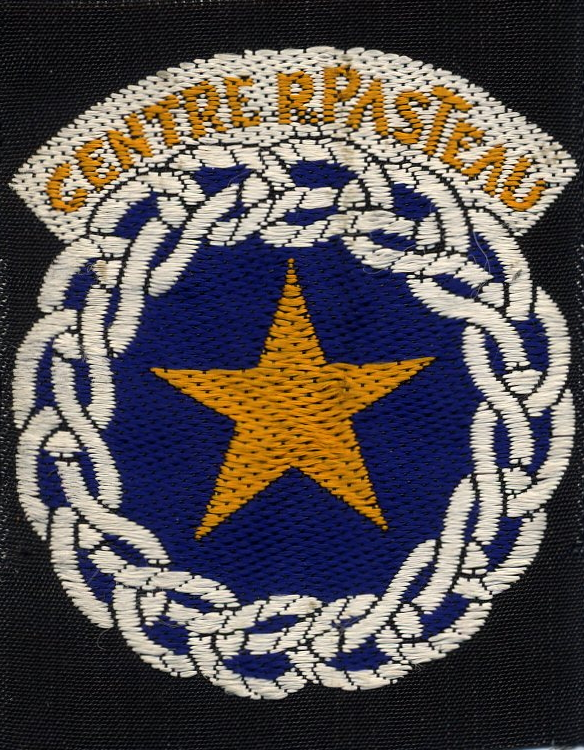
Centre Pasteau
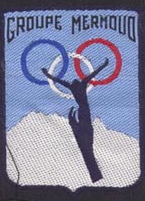
Centre Mermoud

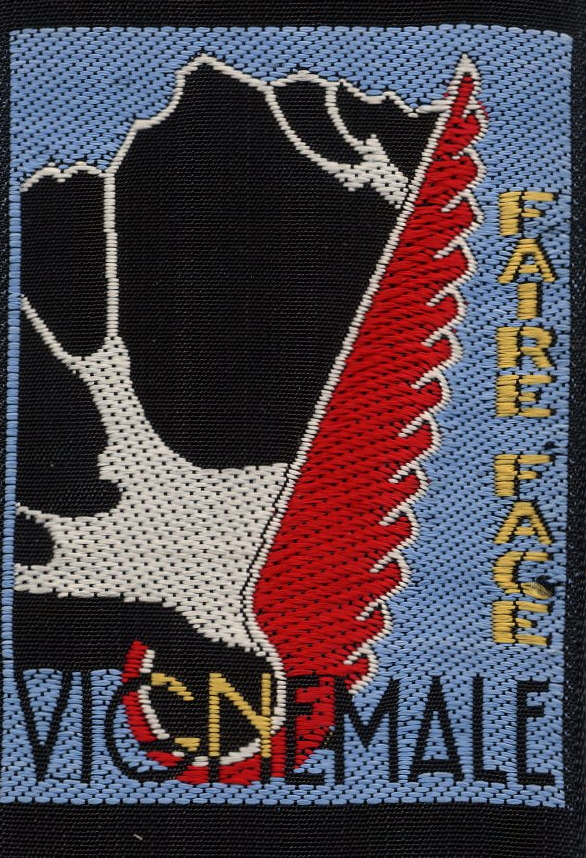
Groupement Vignemale
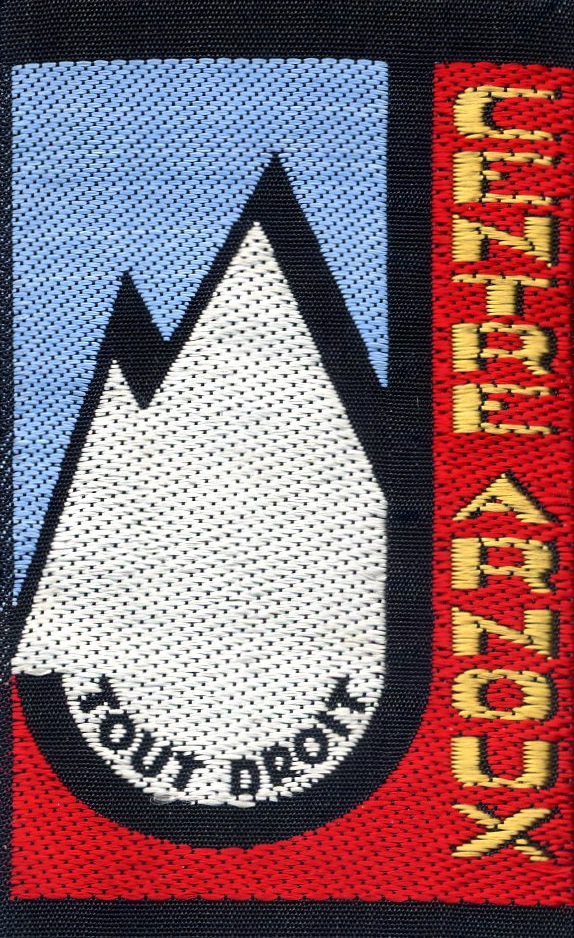
Centre Arnoux
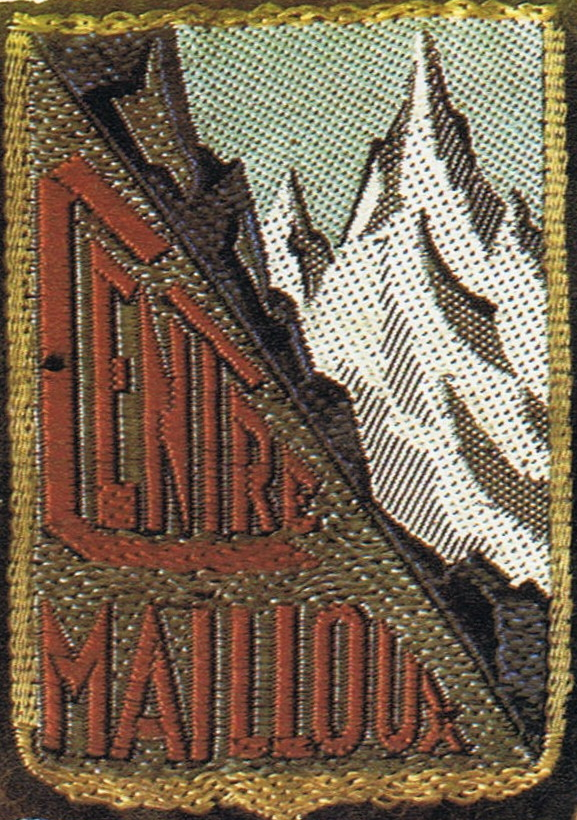
Centre Mailloux
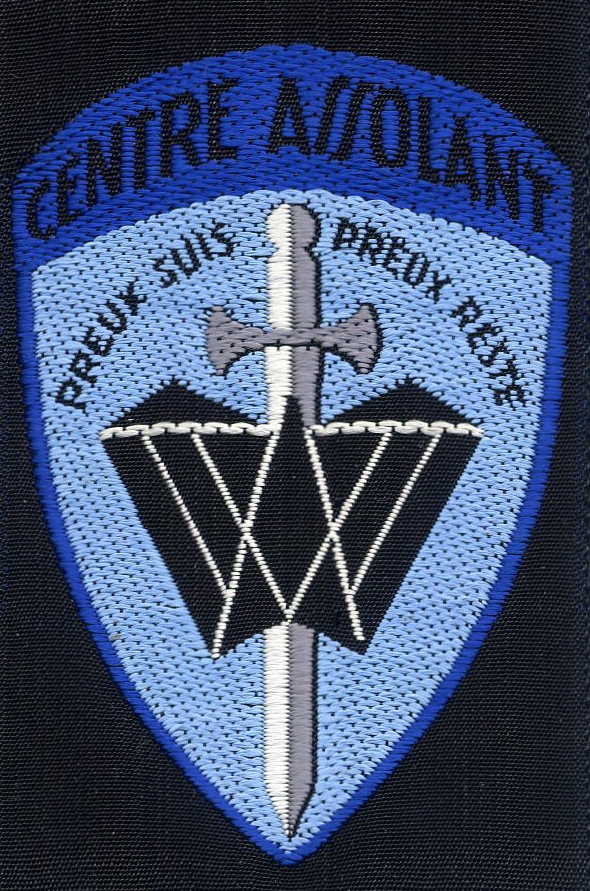
Centre Assolant
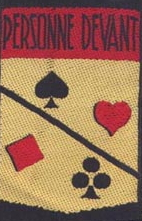
Centre Castagnier

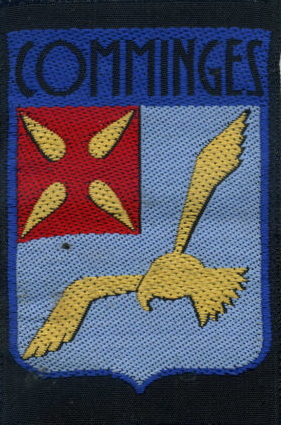
Groupement Comminges
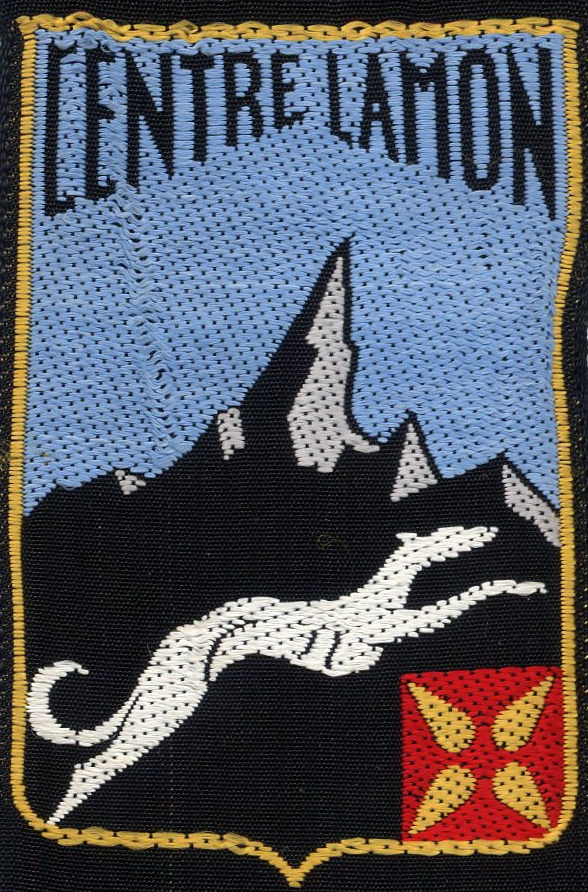
Centre Lamon
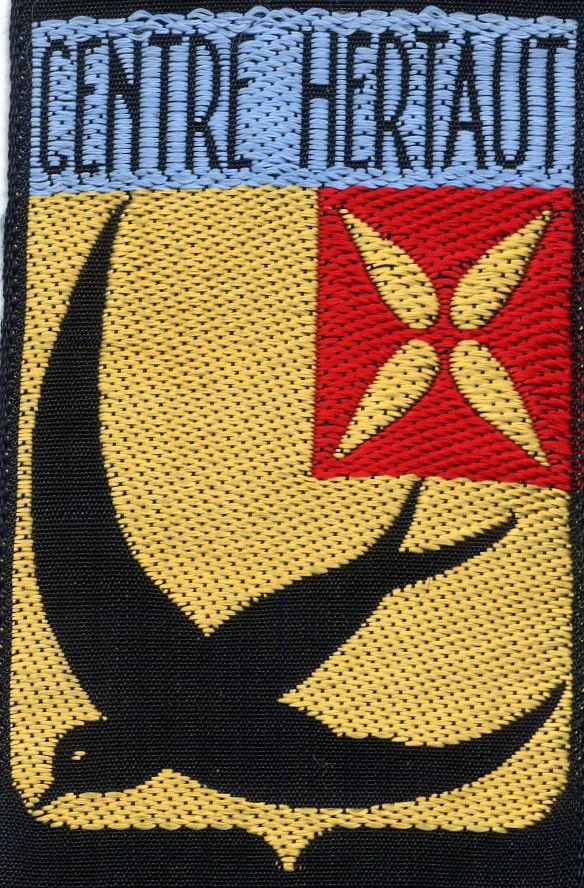
Centre Hertaut

## JM après 1945: UNCM et UCPA
L'héritage de Jeunesse et montagne est multiple.
- L'association Jeunesse et montagne existe toujours, qui regroupe les anciens.
- Été 1944, à la libération de la France, les responsables de la jeunesse, « décidés à ne pas laisser se perdre les acquis techniques et humains de Jeunesse et montagne » forment l'Union nationale des centres de montagne (UNCM) qui prend de facto la suite de JM. Ils servent d'abord de formation militaire pour les combats de la libération des Alpes (où les Allemands résistent toujours) et assurent les secours en montagne. En 1965, sous l'égide du ministre Maurice Herzog, l'UNCM fusionne avec l'Union nautique française (UNF) pour devenir l'Union nationale des centres sportifs de plein air (l’UCPA), qui existe toujours.
- Dans son roman Face Nord publié en 1950, l'écrivain français Saint-Loup raconte l'histoire d'un guide énigmatique et téméraire ayant la charge d'un groupe de jeunes dans le cadre d'une opération Jeunesse et montagne dans le Dauphiné.